# Stuttgarter Reibungsmesser
Der Stuttgarter Reibungsmesser (kurz SRM) ist ein Prüfverfahren zur Messung der Griffigkeit von Straßenoberflächen. Die Funktionsweise orientiert sich am Prinzip „definiert blockiertes Rad“. Das Messgerät besteht aus einem Einradanhänger mit 3,5 kN Radlast, der von einem Fahrzeug gezogen wird. Das Rad im Anhänger entspricht dem so genannten europäischen Standardreifen (P.I.A.R.C.-Reifen) bestehend aus einem Profil von vier Längsrillen.
Für die Messung wird das Rad während der Fahrt blockiert (bei einer Wasserfilmdicke zwischen 0,5 und 1 mm) und die daraus entstehende Kraft aufgezeichnet. Alternativ kann die Messung auch mit einem definierten Schlupf durchgeführt werden. Setzt man anschließend die ermittelte Kraft ins Verhältnis zur Radlast kann der Reibungswiderstand (Griffigkeit) bestimmt werden. Bei der Messung können verschiedene Geschwindigkeiten gefahren werden.